# 南草蜥
南草蜥（学名：Takydromus sexlineatus）是一种分布于印度东部、中国南方及东南亚地区的爬行动物，隶属于有鳞目蜥蜴科（正蜥科）草蜥属。

## 形态特征
南草蜥身体细长，其尾长可达体长的3倍。身体背面呈绿褐色，腹面灰白色，体侧下方为绿色。

## 保护
本种于2023年被收录入《有重要生态、科学、社会价值的陆生野生动物名录》。